# Porto do Mangue
Porto do Mangue é um município brasileiro do estado do Rio Grande do Norte. Sua população estimada em 2024 foi de 5.357 habitantes, de acordo com o Instituto Brasileiro de Geografia e Estatística (IBGE). A área territorial é de 361,237 km².